# Bugard
Bugard é uma comuna francesa na região administrativa de Occitânia, no departamento dos Altos Pirenéus. Estende-se por uma área de 5,32 km², Em 2010 a comuna tinha 93 habitantes (densidade: 17,5 hab./km²)..